# Proa (dinozaur)
Proa – wczesnokredowy ornitopod, znany ze szczątków odnalezionych w Hiszpanii. Podobnie jak większość dinozaurów Proa jest rodzajem monotypowym tj. obejmującym tylko jeden gatunek - w tym przypadku P. valdearinnoensis.

## Etymologia
Nazwa rodzajowa Proa pochodzi od hiszpańskiego słowa proa oznaczającego "dziób". Odnosi się ona do spiczastego kształtu kości przedzębowej. Epitet gatunkowy (valdearinnoensis) powstał zaś przez połączenie Val de Ariño (tradycyjnej nazwy górniczego obszaru Ariño, w pobliżu którego odkryto skamieliny) z łacińską końcówką -ensis ("z").

## Materiał kopalny
Holotyp (AR-1/19, przechowywany w Aragońskim Muzeum Paleontologii) - niekompletny szkielet zawierający dysartykulowaną, lecz powiązaną czaszkę, w tym kości: przedszczękową, niekompletną szczękową,kwadratową, nadoczodołową, artykulowaną puszkę mózgową i dach czaszki, przedzębową, lewą oraz prawą zębową (AR-1-2013), niekompletną kość kątową górną (AR-1-2012), izolowany ząb (AR-1-2014). W skład AR-1/19 wchodzą także elementy szkieletu pozaczaszkowego, niemniej jednakże nie zostały one podane preparacji.

Paratyp (AR-1/48, przechowywany w Aragońskim Muzeum Paleontologii) - dysartykulowana, lecz powiązana czaszka (AR-1-1364, AR-1-1367, AR-1-1373–AR-1-1376, AR-1-1380, AR-1-1382, AR-1-1384–AR-1-1386, AR-1-1388, AR-1-1395), prawa (AR-1-1365, AR-1-1366) i lewa kość zębowa ((AR-1-1383)), sześć izolowanych zębów (AR-1-1369–AR-1-1372, AR-1-1378, AR-1-1379).

Materiał przypisany - dysartykulowana, ale powiązana czaszka wraz z kością zębowa (AR-1/57), dwa niekompletne szkielety (AR-1/58 i AR-1/70). 

Spora cześć skamielin jest obecnie w trakcie preparacji. Wszystkie wymienione wyżej szczątki zostały odkryte w datowanych na wczesny alb (ok. 112 Ma) osadach formacji Escucha (Teruel (prowincja), Hiszpania).

## Diagnoza
Macdonald i współpracownicy (2012) zdiagnozowali Proa na podstawie pojedynczej autapomorfii: kości przedzębowej, która staje się spiczasta w okolicach swojej przedniej krawędzi z rozbieżnym bocznym wyrostkiem. Wymienili też kilka innych cech, których współwystępowanie (kombinacja) może być uznane za charakterystyczne dla P. valdearinnoensis, dotyczących budowy kości zębowej, żuchwy, kości kwadratowej i miednicy. Jedną z nich jest dorsalnie wypukły rząd zębów kości zębowej (patrząc z boku). Widoczna jest ona oprócz Proa jedynie w materiale kopalnym Owenodon hoggi. Niemniej jednakże u tego drugiego może wynikać z uszkodzenia materiału kopalnego. Jeżeli faktycznie tak jest, dorsalnie wypukły rząd zębów kości zębowej (patrząc z boku) jest druga autapomorfią P. valdearinnoensis.

## Pozycja systematyczna
W celu ustalenia pozycji systematycznej Proa włączono go do wcześniejszej analizy filogenetycznej Macdonalda (2012). Zakodowano go, używając wyłącznie cech budowy czaszki, miednicy i kończyn tylnych.  Wynikło to z tego, że spora część materiału kopalnego Proa jest ciągle preparowana, a więc niedostępna do badań. Ogólnie rzecz biorąc uwzględniono w matrycy 67 taksonów i 135 cech. Rezultat ścisłego konsensu 22 460 najbardziej parsymonicznych drzew filogenetycznych nie dał zadowalających rezultatów. Dlatego też używając PAUP stworzono Adams'owy konsensus drzew filogenetycznych, sugerujący, że Proa jest bazalnym hadrozauromorfem (sensu Sereno 1998) w politomii z Iguanodon i kladem  bardziej zaawansowanych członków Iguanodontia, w tym hadrozauroidów (sensu Sereno 2005).
Proa jest bardziej bazalny niż starsze europejskie iguanodonty Hypselospinus (walanżyn) i Mantellisaurus (późny barrem-wczesny apt). Świadczy to o istnieniu tzw. ghost lineage (linii filogenetycznej, której istnienie zostało wywnioskowane, niemającej jednakże pokrycia w zapisie kopalnym), trwającej ok. 25 milionów lat i prowadzącej do Proa.

## Znaczenie odkrycia
Europejski zapis kopalny bazalnych iguanodontów, nie należących do Hadrosauridae (zwłaszcza tych wczesnokredowych) jest najbogatszy na Ziemi i jako pierwszy też udokumentowany. Dotyczy to szczególnie Wielkiej Brytanii, gdzie obejmuje on 25 milionów lat (wczesny berrias-wczesny apt). O skamielinach hiszpańskich wczesnokredowych iguanodontów wspominał już Vilanova Piera (1872, 1873). Obecnie zaś z Hiszpanii znany jest bogaty i zróżnicowany materiał kopalny przedstawicieli Iguanodontia. Niemniej jednakże pierwszy tamtejszy takson opisano dopiero w 2011 (Delapparentia turolensis z wczesnobarremskich osadów formacji Camarillas). Proa valdearinnoensis jest więc drugim formalnie opisanym hiszpańskim iguanodontem.